# 伊万里市立大川内小学校
伊万里市立大川内小学校（いまりしりつおおかわちしょうがっこう）は佐賀県伊万里市大川内町にある市立の小学校。

## 概要
歴史
1874年（明治7年）に大川内村内に開校した4校を前身とする。数回の改組・改称を経て、現校名になったのは1954年（昭和29年）。2024年（令和6年）には創立150周年を迎える。
校章
佐賀藩鍋島家に焼き物をおさめていたで有名な場所だったことから、鍋島家の家紋に校名の「大川内」の文字（縦書き）を配したものとなっている。
校歌
1954年（昭和29年）に制定。作詞は片岡繁男、作曲は居本喜代による。歌詞は3番まであり、各番に校名の「大川内」が登場する。
通学区域
住所表記で伊万里市の後に「岩谷、小石原、市村、市山、大川内山、正力坊、吉田、福野、平尾」が続く地域。
中学校区は伊万里市立伊万里中学校。

## 沿革
前史
- 慶応より明治初期にかけ、岩谷・平尾・一ノ瀬・大川内山の私塾にて、特定の家庭の子弟に、習字と読書の2教科が教授されていた。

正史
- 1874年（明治7年）[1]- 村内を4校区に分け、文部省の補助を得て4校を設立。　　　　　　　　　　　　　　　　　　　　　　　　　　　　　　　　　　　　　　　　　　　　　　　　　　　　　　　　　　　　　　　　　　　　　　　　　　　　　　　　　　　　　　　　　　　　　　　　　　　　　　　
  - 平尾小学校
  - 一ノ瀬小学校
  - 岩谷小学校
  - （あと1校不明）
- 1880年（明治13年）までの間 - 財政的に困窮し、学校の運営がままならない時代があった。
- 1881年（明治14年）4月 - 戸長心得・川原茂輔等の奔走により、村有林、原野を売却した資金を充て、平尾に「大川内小学校」が創立。
- 1882年（明治15年）
  - 7月 - 大川内青螺分校を設置。
  - 11月 - 岩谷分校を設置。
- 1884年（明治17年）- 教育令の施行により、「公立中等大川内小学校」に改称。
- 1887年（明治20年）- 小学校令の施行により、尋常科（4年制）を設置の上、「尋常大川内小学校」に改称。
- 1889年（明治22年）- 町村制の施行により、大川内村立の小学校となる。
- 1891年（明治24年）- 大川内青螺分校および岩谷分校を廃止。
- 1892年（明治25年）
  - 小学校令の改正により、校名を「大川内尋常小学校」に改め、平尾から一の瀬に移転。
  - 伊万里町外四カ村[3]組合立伊万里高等小学校（4年制）が設置される。
- 1894年（明治27年）3月 - 木造新校舎が完成（現・伊万里市大坪公民館敷地）。この時に作られたレンガ造りの校門（赤門）は現在も残っている。
- 1896年（明治29年）- 青螺尋常小学校を統合の上、青螺分校とする。
- 1897年（明治30年）- 青螺分校を廃止。
- 1907年（明治40年）- 小学校令の改正により、義務教育の年限（尋常科の年限）が4年から6年に延長される。これにより、尋常科5・6年が新設される。
- 1924年（大正3年）4月 - 伊万里高等小学校を運営していた町村組合が解散。これに伴い、高等科を併置し、「大川内尋常高等小学校」に改称。
- 1832年（昭和7年）4月 - 高等科を廃止し、「大川内尋常小学校」（再）となる。
  - 尋常科を修了し、高等科への進学を希望する者は、伊万里町外二カ村組合立伊万里公民学校[4]に通うこととなった。
- 1941年（昭和16年）4月1日 - 国民学校令の施行により、「大川内国民学校」に改称。尋常科を初等科に改める（初等科6年）。
- 1943年（昭和18年）
  - 4月 - 高等科（2年制）が設置される[5]。
  - 12月 - 大川内村が伊万里町に編入。伊万里町立となる。
- 1944年（昭和19年）- 北側の丘陵地に新校舎が完成。
- 1947年（昭和22年）4月1日 - 学制改革（六・三制の実施）に伴い、国民学校初等科が「伊万里町立大川内小学校」に改組・改称。
- 1950年（昭和25年）4月1日 - 「伊万里町立南部小学校」に改称。
- 1952年（昭和27年）- 現在地に移転を完了。
- 1954年（昭和29年）
  - 4月 - 9町村の対等合併により伊万里市が市制施行。「伊万里市立大川内小学校」（現校名）に改称。
  - この年 - 校歌を制定。
- 1876年（昭和51年）- この年開催の若楠国体を機に、ミニホッケーの活動を開始。鉄筋コンクリート造の新校舎が完成。
- 1979年（昭和54年）- 校地の近くに佐賀県立伊万里養護学校が開校したことにより、交流学習を開始。
- 1994年（平成6年）- 創立120周年記念事業として、焼き物窯「遊友窯」が設置された。

## 参考資料
- 「伊万里市史 教育・人物編」（2003年（平成15年）3月31日発行, 伊万里市）p.351 - p.354